# Protonemura zhiltzovae
Protonemura zhiltzovae is een steenvlieg uit de familie beeksteenvliegen (Nemouridae). De wetenschappelijke naam van de soort is voor het eerst geldig gepubliceerd in 2005 door Vinçon & Ravizza.